# دوني تاتا براديتا
دوني تاتا براديتا (بالإندونيسية: Doni Tata Pradita)‏ مواليد 21 يناير 1990 في يوغياكارتا، إندونيسيا، هو متسابق دراجات نارية أندونيسي. نافس في سباقات بطولة العالم لفئة 250 سي سي ولفئة 50 سي سي. كما شارك في بطولة العالم للسوبرسبورت.

## روابط خارجية
- دوني تاتا براديتا على موقع MotoGP.com (الإنجليزية)
- دوني تاتا براديتا على موقع WorldSBK.com (الإنجليزية)